# Esgrima en silla de ruedas en los Juegos Paralímpicos de París 2024
La Esgrima en silla de ruedas en los Juegos Paralímpicos de París 2024 se llevó a cabo del 3 al 7 de septiembre en el Grand Palais en París, Francia y contó con la participación de 96 atletas en masculino y femenino.

## Resultados

### Masculino
| Evento      | Oro                                                   | Plata                                                       | Bronce                                                            |
| ----------- | ----------------------------------------------------- | ----------------------------------------------------------- | ----------------------------------------------------------------- |
| Espada      |                                                       |                                                             |                                                                   |
| A           | Sun Gang                                              | Piers Gilliver                                              | Hakan Akkaya                                                      |
| B           | Dimitri Coutya                                        | Visit Kingmanaw                                             | Michał Dąbrowski                                                  |
| Equipos A–B | China Tian Jianquan Sun Gang Zhang Jie Zhong Saichun  | Irak Zainulabdeen Al-Madhkhoori Ammar Ali Hayder Al-Ogaili  | Reino Unido Piers Gilliver Dimitri Coutya Oliver Lam-Watson       |
| Florete     |                                                       |                                                             |                                                                   |
| A           | Sun Gang                                              | Matteo Betti                                                | Zhong Saichun                                                     |
| B           | Dimitri Coutya                                        | Feng Yanke                                                  | Hu Daoliang                                                       |
| Equipos A–B | China Sun Gang Feng Yanke Zhong Saichun Tian Jianquan | Reino Unido Oliver Lam-Watson Piers Gilliver Dimitri Coutya | Francia Ludovic Lemoine Damien Tokatlian Maxime Valet Yohan Peter |
| Sable       |                                                       |                                                             |                                                                   |
| A           | Maurice Schmidt                                       | Piers Gilliver                                              | Edoardo Giordan                                                   |
| B           | Feng Yanke                                            | Michał Dąbrowski                                            | Zhang Jie                                                         |

### Femenino
| Evento      | Oro                                                | Plata                                                                               | Bronce                                                                       |
| ----------- | -------------------------------------------------- | ----------------------------------------------------------------------------------- | ---------------------------------------------------------------------------- |
| Espada      |                                                    |                                                                                     |                                                                              |
| A           | Chen Yuandong                                      | Kwon Hyo Kyeong                                                                     | Gu Haiyan                                                                    |
| B           | Saysunee Jana                                      | Kang Su                                                                             | Olena Fedota-Isaieva                                                         |
| Equipos A–B | China Gu Haiyan Zou Xufeng Kang Su Chen Yuandong   | Ucrania · Yevheniia Breus · Olena Fedota-Isaieva · Nataliia Morkvych · Nadiia Doloh | Tailandia Aphinya Thongdaeng Duean Nakprasit Saysunee Jana                   |
| Florete     |                                                    |                                                                                     |                                                                              |
| A           | Zou Xufeng                                         | Gu Haiyan                                                                           | Judith Rodríguez Menéndez                                                    |
| B           | Saysunee Jana                                      | Xiao Rong                                                                           | Beatrice Vio                                                                 |
| Equipos A–B | China Chen Yuandong Gu Haiyan Xiao Rong Zou Xufeng | Hungría · Éva Andrea Hajmási · Zsuzsanna Krajnyák · Boglárka Mező · Amarilla Veres  | Italia · Andreea Mogoș · Rossana Pasquino · Loredana Trigilia · Beatrice Vio |
| Sable       |                                                    |                                                                                     |                                                                              |
| A           | Gu Haiyan                                          | Kinga Dróżdż                                                                        | Nino Tibilashvili                                                            |
| B           | Saysunee Jana                                      | Xiao Rong                                                                           | Olena Fedota-Isaieva                                                         |

## Medallero
| Núm. | País                          | Oro | Plata | Bronce | Total |
| ---- | ----------------------------- | --- | ----- | ------ | ----- |
| 1    | República Popular China (CHN) | 10  | 5     | 4      | 19    |
| 2    | Tailandia (THA)               | 3   | 1     | 1      | 4     |
| 3    | Reino Unido (GBR)             | 2   | 3     | 1      | 6     |
| 4    | Alemania (GER)                | 1   | 0     | 0      | 1     |
| 5    | Polonia (POL)                 | 0   | 2     | 1      | 3     |
| 6    | Italia (ITA)                  | 0   | 1     | 3      | 4     |
| 7    | Ucrania (UKR)                 | 0   | 1     | 2      | 3     |
| 8    | Corea del Sur (KOR)           | 0   | 1     | 0      | 1     |
| 8    | Hungría (HUN)                 | 0   | 1     | 0      | 1     |
| 8    | Irak (IRQ)                    | 0   | 1     | 0      | 1     |
| 11   | España (ESP)                  | 0   | 0     | 1      | 1     |
| 11   | Francia (FRA)                 | 0   | 0     | 1      | 1     |
| 11   | Georgia (GEO)                 | 0   | 0     | 1      | 1     |
| 11   | Turquía (TUR)                 | 0   | 0     | 1      | 1     |